# Harpathaumas
Harpathaumas is een geslacht van kevers uit de familie van de loopkevers (Carabidae). De wetenschappelijke naam van het geslacht is voor het eerst geldig gepubliceerd in 1947 door Basilewsky.

## Soorten
Het geslacht Harpathaumas is monotypisch en omvat slechts de volgende soort:
- Harpathaumas priscus Basilewsky, 1947